# ماده‌شیر گونل
ماده‌شیر گونل مجسمه‌ای ۵۰۰۰ ساله متعلق به بین‌النهرین است که نزدیک بغداد یافت شده‌است و انسان‌واره عضلانی یک ماده‌شیر است. این مجسمه در حراجی ساتبیز در ۵ دسامبر ۲۰۰۷ به بهای ۵۷/۲ میلیون دلار به فروش رفت.